# Don (affluent de la Vilaine)
Pour les articles homonymes, voir Don.
Le Don (Don en breton[réf. souhaitée]) est une rivière française, affluent de rive gauche de la Vilaine. Il arrose principalement le nord du département de la Loire-Atlantique (Pays de la Loire), mais prend sa source en Maine-et-Loire (Pays de la Loire) et se jette dans la Vilaine à la limite avec l'Ille-et-Vilaine (Bretagne).

## Géographie
D'une longueur de 92,08 km, le Don prend sa source dans les Marches de Bretagne-Anjou dans la commune de Saint-Michel-et-Chanveaux en Maine-et-Loire, dans la nouvelle commune d'Ombrée d'Anjou, regroupement de dix anciennes communes, dont la principale est Pouancé.

### Parcours de la rivière
Quittant très vite le Maine-et-Loire, il coule vers l'ouest en traversant le bourg de Saint-Julien-de-Vouvantes, du Petit-Auverné où il reçoit les eaux du Petit Don 9,3 km, la commune de Moisdon-la-Rivière, puis les bourgs d'Issé, de Treffieux et de Jans, où il reçoit la rivière Cône 28 km.
Après être passé sous la RN 137 (Nantes-Rennes), il continue vers Marsac-sur-Don, Guémené-Penfao, enfin Massérac où il se jette dans la Vilaine, qui constitue la limite entre la Loire-Atlantique et l'Ille-et-Vilaine.

### Liste des communes traversées

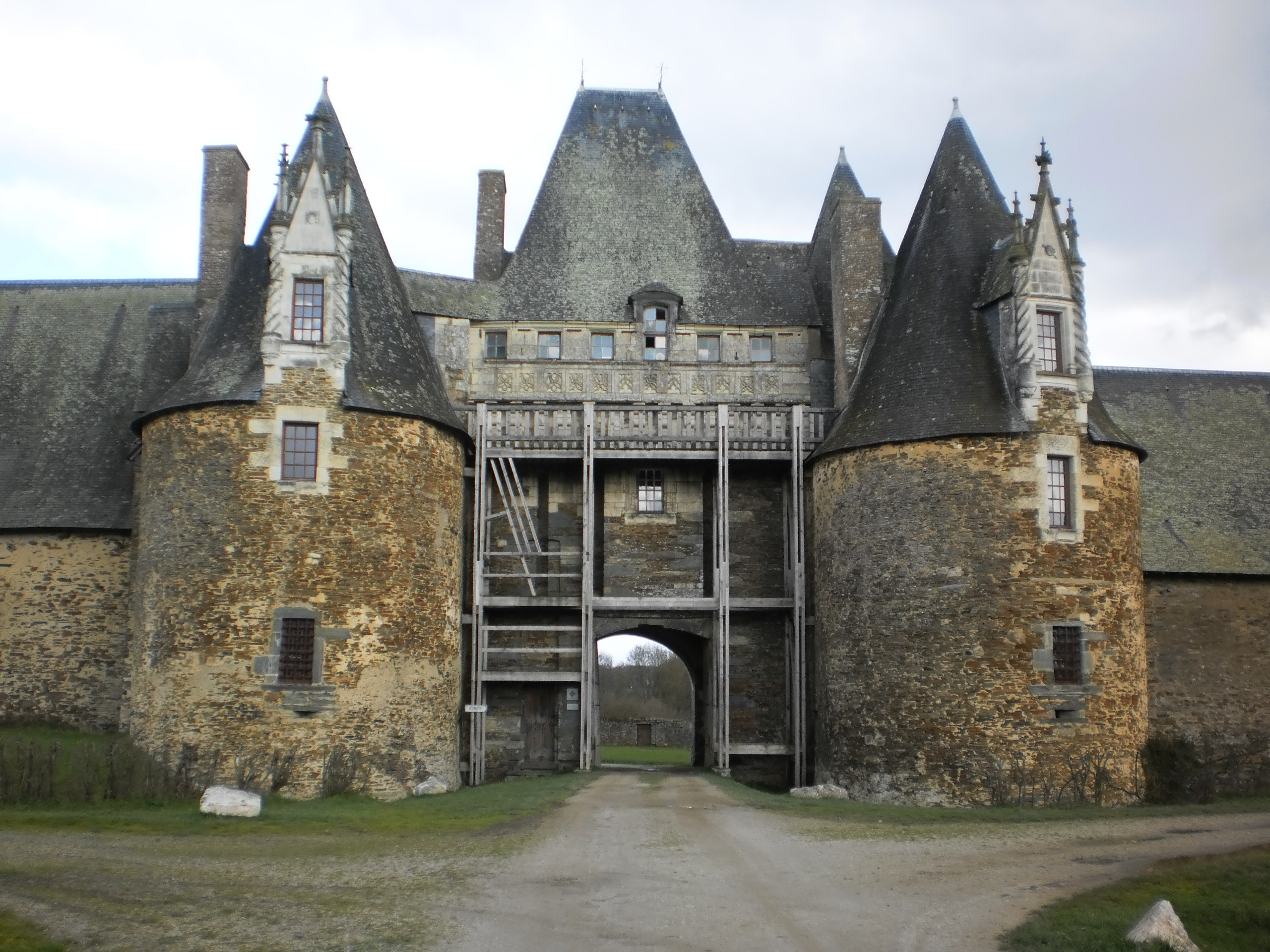
Le château de la Motte-Glain à La Chapelle-Glain.

Dans les départements de la Loire-Atlantique et du Maine-et-Loire, le Don traverse seize communes :
- Ombrée d'Anjou, Juigné-des-Moutiers, Saint-Julien-de-Vouvantes, Petit-Auverné, Grand-Auverné, Moisdon-la-Rivière, Issé, Treffieux, Jans, Nozay, Marsac-sur-Don, Derval, Conquereuil, Guémené-Penfao, Avessac, Massérac.

### Affluents
Le Don a trente-et-un affluents référencés dont :
- Le Petit Don (rg) 9,3 km[4].
- La Cône (rd) 28 km[5].
- le Sauzignac (rg)
- le Cétrais (rg)
- le Gravotel (rd)
- le Nilan (rg)
- la Salmonaie (rg)
- la Forêt de Juigné des Moutiers 5,9 km[6] sur trois communes avec quatre affluents.
- la Mare (rd) 8,2 km[7] sur les quatre communes de Erbray, Moisdon-la-Rivière, Juigné-des-Moutiers et Petit-Auverné avec un affluent.

## Hydrologie
Le Don est une rivière très irrégulière, à l'instar de ses voisines de la région de l'est du massif armoricain et du bassin de la Vilaine, tout comme le Semnon ou l'Oudon par exemple.
Son débit a été observé durant une période de 25 ans (1983-2007), à Guémené-Penfao, localité du département de la Loire-Atlantique située tout près de son confluent avec la Vilaine. La surface ainsi étudiée est de 598 km2, soit la presque totalité du bassin versant de la rivière.
Le module de la rivière à Guémené-Penfao est de 3,77 m3/s.
Le Don présente des fluctuations saisonnières de débit fort marquées, comme très souvent en Bretagne orientale. Les hautes eaux se déroulent en hiver et se caractérisent par des débits mensuels moyens allant de 5,95 à 11,7 m3/s, de décembre à mars inclus (avec un maximum très net en janvier). À partir du mois de mars, le débit baisse rapidement jusqu'aux basses eaux d'été qui ont lieu de juin à la mi-octobre inclus, entraînant une baisse du débit mensuel moyen allant jusqu'à 0,126 m3/s au mois d'août. Mais ces moyennes mensuelles ne sont que des moyennes et cachent des fluctuations bien plus prononcées selon les années, ou sur de courtes périodes.

### Étiage ou basses eaux
Aux étiages, le VCN3 peut chuter jusque 0,002 m3/s (deux litres), en cas de période quinquennale sèche, ce qui est très sévère, le cours d'eau étant alors réduit à un mince filet d'eau. Mais ce fait est fréquent parmi les rivières de la région coulant sur le vieux socle armoricain peu perméable sur lequel les eaux des précipitations ruissellent rapidement.

### Crues
Les crues peuvent être très importantes. Les QIX 2 et QIX 5 valent respectivement 55 et 89 m3/s. Le QIX 10 est de 110 m3/s, le QIX 20 de 130 m3/s, tandis que le QIX 50 se monte à pas moins de 160 m3/s.
Le débit instantané maximal enregistré à Guémené-Penfao a été de 141 m3/s le 5 janvier 2001, tandis que la valeur journalière maximale était de 124 m3/s le lendemain 6 janvier. En comparant la première de ces valeurs à l'échelle des QIX de la rivière, il apparaît que cette crue était un peu plus que d'ordre vicennal, et donc destinée à se répéter tous les 25-30 ans en moyenne.

### Lame d'eau et débit spécifique
Le Don est une rivière moyennement abondante. La lame d'eau écoulée dans son bassin versant est de 200 millimètres annuellement, ce qui est nettement inférieur à la moyenne d'ensemble de la France, mais correspond aux valeurs que l'on retrouve dans la région. Le débit spécifique (ou Qsp) atteint 6,3 L/s par km2 de bassin.

## Patrimoine

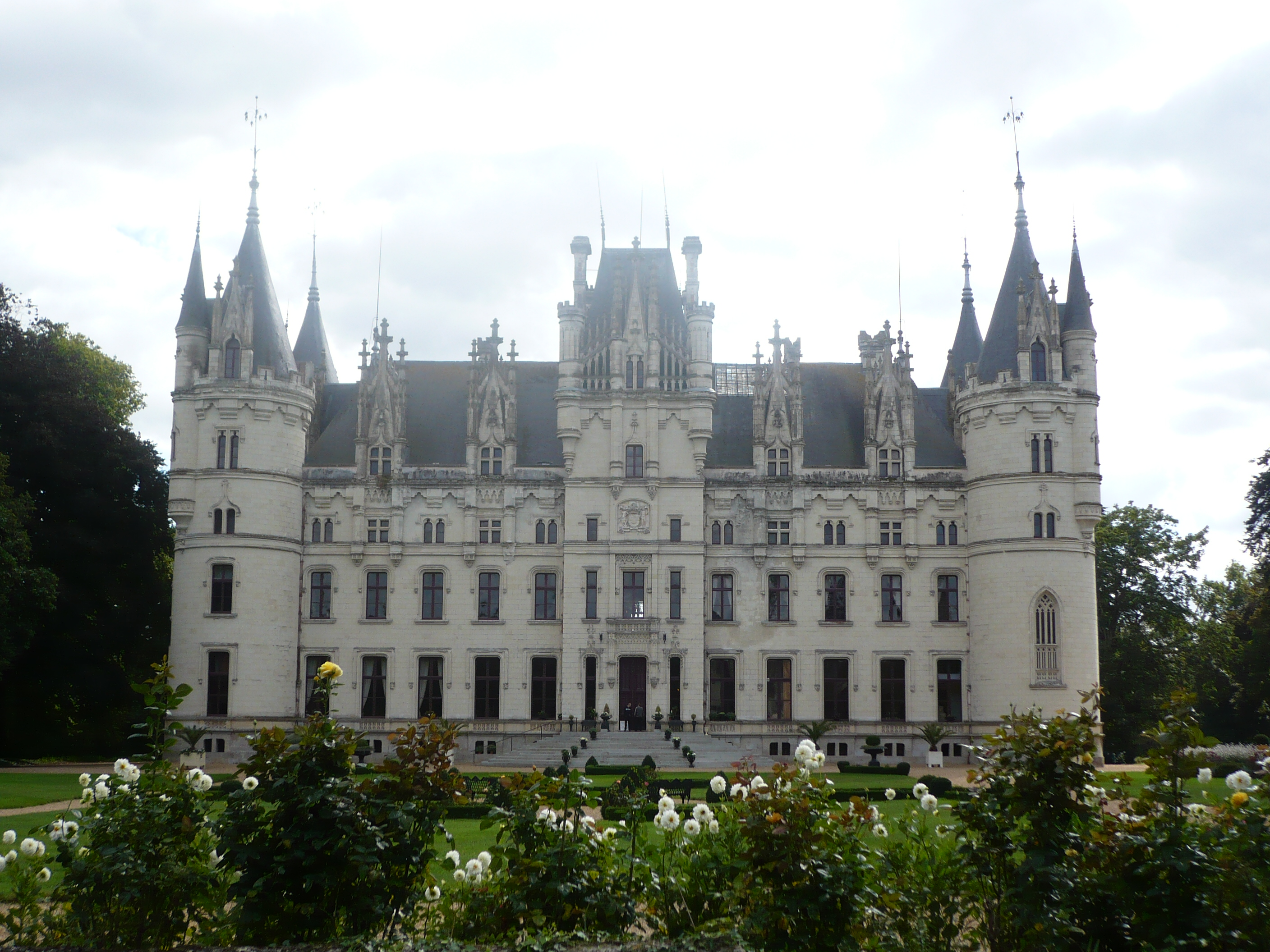
Le château de Challain-la-Potherie.

- Le Château de Challain-la-Potherie

## Aménagements et écologie
Le Syndicat du bassin versant du Don s'occupe des cinq actions : gestion des niveaux d'eau, Gestion des ouvrages hydrauliques, l'entretien et la restauration des berges, la sensibilisation à la protection de l'eau, et des espèces envahissantes avec ses partenaires techniques et financiers.